# Blumenthaler SV
Il Blumenthaler SV (ufficialmente Blumenthaler Sportverein von 1919 e.V.) è una società calcistica tedesca fondata nel 1919 a Blumenthal, il quartiere più settentrionale di Brema. I colori sociali sono il blu e il rosso. La prima squadra di calcio maschile gioca nella Bremer-Liga, la quinta divisione. Lo stadio di casa è il Burgwall-Stadion. Durante il terzo reich, il club era conosciuto come ASV Blumenthal, l'acronimo di Allgemeiner Sportverein.
Il club ha partecipato una volta al campionato tedesco dell'Arbeiter-Turn- und Sportbund e tre volte al campionato tedesco degli amatori. Il Blumenthaler SV si è qualificato sette volte per la DFB-Pokal o la Tschammerpokal. Come ASV Blumenthal, il club ha giocato per otto anni nella Gauliga Niedersachsen o Weser-Ems, che all'epoca era la massima divisione. Inoltre, il Blumenthaler SV ha vinto undici titoli di campione regionale e otto titoli di coppa regionale.

## Storia

### Dalla fondazione al divieto (1912-1933)
Anche se l'anno 1919 è considerato l'anno di fondazione del club, le radici del Blumenthaler SV risalgono al 1912, quando alcuni studenti fondarono l'associazione Spiel und Sport Blumenthal, che poche settimane dopo divenne Blumenthaler FV. Si stabilirono presso il campo sportivo am Forsthaus. Dopo la Prima Guerra Mondiale, il club si divise. Nell'assemblea dei membri del 30 maggio 1919, scoppiò una disputa tra i membri orientati proletariamente e quelli borghesi. I proletari volevano unirsi all'Arbeiter-Turn- und Sportbund (ATSB), vicino al Partito Socialdemocratico, mentre l'altra parte voleva rimanere nella DFB. Il 16 giugno 1919 i lavoratori fondarono il Blumenthaler SV, che si unì all'ATSB. I membri rimanenti del Blumenthaler FV si fusero ancora nel 1919 con il Vegesacker SV per formare lo SpVgg Vegesack-Blumenthal, che in seguito divenne SG Aumund-Vegesack dopo la Seconda Guerra Mondiale.
Negli anni '20, il Blumenthaler SV si guadagnò il nome di "Forsthaus-Elf" (Undici di Forsthaus) per la sua forza in casa. I suoi sostenitori provenivano principalmente dai lavoratori del cantiere navale Bremer Vulkan e dalla lanificio Bremer Woll-Kämmerei. Dal punto di vista sportivo, la squadra si avvicinò rapidamente alle squadre di punta della regione. Il punto culminante fu la stagione 1931/32, quando il Blumenthaler SV vinse il campionato di distretto contro una squadra di Hildesheim. Di conseguenza, si qualificarono per il campionato tedesco degli operai, arrivando alle semifinali dopo aver superato FTSV Kiel-Ost e Spielverein Oberkaufungen. Tuttavia, furono eliminati con un 1-4 dal futuro campione TSV Nürnberg-Ost.
Un anno dopo, i nazionalsocialisti presero il potere in Germania e proibirono il movimento sportivo operaio. Poiché non c'era alcun club borghese nella zona settentrionale di Brema in grado di assumere la posizione sportiva, il Blumenthaler SV fu inaspettatamente salvato. Tuttavia, questa salvezza era condizionata a tre requisiti: il club doveva passare alla DFB, cambiare nome e ripartire dalla Kreisklasse. Un processo simile portò a Bremerhaven dalla trasformazione dell'ATV Bremerhaven nel club Bremerhaven 93.

### L'ASV Blumenthal (1933-1947)
Nonostante la retrocessione, la "Forsthaus-Elf" rimase unita e nel 1936, dopo due promozioni consecutive, raggiunse la Bezirksklasse Bremen, la seconda divisione di calcio. La squadra si assicurò il titolo di distretto nel 1937, ma fallì nella fase di promozione alla Gauliga Niedersachsen contro il VfL Osnabrück. Poco dopo, Borussia Harburg e Wilhelmsburg 09 furono trasferiti nella Gauliga Nordmark e fu programmato un turno aggiuntivo di qualificazione. Dopo una vittoria per 5-0 contro il 1. SC Göttingen 05, l'ASV conquistò la promozione in Gauliga. Nonostante una sconfitta per 0-12 contro l'Hannover 96, il Blumenthaler SV riuscì a mantenere agevolmente la categoria.
Un anno dopo, sembrava che la squadra fosse già retrocessa, ma riuscì a ottenere sette punti dalle ultime quattro partite della stagione, assicurandosi la permanenza. Nel 1940, la "Forsthaus-Elf" fece scalpore nella Tschammerpokal, l'antenato dell'attuale DFB-Pokal, sconfiggendo l'Hamburger SV per 3-1 nel primo turno. Vennero eliminati al turno successivo dopo una sconfitta netta per 0-5 contro il Dresdner SC. Due anni dopo, l'ASV rimase in prima divisione solo grazie alla dissoluzione della Gauliga Niedersachsen. Durante la stagione, subirono una sconfitta per 0-14 contro il Wilhelmshaven 05. Nella stagione 1942/43, subirono una sconfitta per 0-25 nella Gauliga Weser-Ems contro la stessa squadra. Un anno dopo, il Blumenthaler SV si assicurò il secondo posto. Dopo la fine della guerra, nel 1946, l'ASV divenne vicecampione di Brema dietro al SV Werder, che fu sconfitto per 3-0 durante la stagione. Dopo la stagione 1946/47, il club riprese il nome tradizionale di Blumenthaler SV.

### Campionati senza promozioni (1947-1974)
Dal 1947, il BSV giocò nella massima divisione dilettantistica di Brema. Sebbene la squadra fosse tra le migliori della lega, fallì regolarmente nella fase di promozione alla Ober- o Regionalliga Nord. Nel 1950, la "Forsthaus-Elf" conquistò il primo titolo di campione di Brema, ma fallì nella fase di promozione dopo le sconfitte contro il TSV Goslar 08 e l'Altona 93. Un anno dopo, la squadra fu esclusa dalla lotta per la promozione dopo due sconfitte iniziali.
Dopo essersi trasferito allo stadio Burgwall, il BSV ottenne i primi punti nella fase di promozione solo nell'ultima partita senza significato contro il VfB Oldenburg, dopo la terza vittoria di campionato nel 1952. Dopo alcuni anni modesti a metà classifica, nel 1959 vinsero il quarto titolo di campione di Brema. Ancora una volta mancò la promozione nella fase di qualificazione alla Oberliga. Tre anni dopo, con l'arrivo dell'allenatore di fama Erich Hänel, la squadra vinse il quinto titolo di campione nel 1964
e mancò di nuovo punti nella fase di promozione. Nella stagione successiva, il club ingaggiò numerosi nuovi acquisti di alto profilo e costosi, ma alla fine della stagione i Blumenthaler furono solo vicecampioni. Seguirono altri anni nella media della classifica, fino a quando nel 1969, sotto la guida dell'allenatore Wolfgang Bolz, si tornò a puntare maggiormente sul settore giovanile.
Tre anni dopo, il BSV conquistò il sesto titolo di campione e mancò la promozione di categoria a causa di un pareggio per 3-3 nell'ultima giornata della fase di promozione contro il Schleswig 06. Un anno dopo, nella fase di promozione contro il VfL Pinneberg, i Blumenthaler uscirono sconfitti. Nel 1974 fu introdotta l'Oberliga Nord di terzo livello, e il campione di Brema si sarebbe qualificato automaticamente. Nell'ultima giornata si svolse uno scontro diretto tra la capolista Bremer SV e il Blumenthaler SV, classificato secondo con un punto di distacco. I Blumenthaler vinsero davanti a 8.000 spettatori per 3-0 e si guadagnarono la promozione diretta in Oberliga, mentre il Bremer SV si qualificò tramite i play-off.

### Tra Oberliga e Verbandsliga (1974-1993)
Il Blumenthaler SV iniziò con successo nella Oberliga Nord. Nella stagione 1974/75 la squadra si classificò al settimo posto, mentre l'anno successivo si piazzò all'ottavo. Nel frattempo, il BSV si fece notare più volte nella DFB-Pokal. Nel 1974 la squadra fu eliminata al primo turno dal MSV Duisburg con un punteggio di 1-3 di fronte a 6.000 spettatori. Un anno dopo, i Blumenthaler sconfissero l'Hertha Zehlendorf per 1-0 nel primo turno e furono eliminati nel secondo turno con un punteggio di 1-5 contro l'1. FC Kaiserslautern di fronte a 5.000 spettatori. Nel 1977 si disputò un derby contro il Werder Brema al primo turno, con una vittoria del Werder per 5-1 davanti a 5.500 spettatori. Nella stagione 1976/77 il BSV fu retrocesso

### 1993–2005
Nella stagione 1993/94, la squadra è retrocessa nella Bezirksliga. Dopo tre promozioni consecutive, nel 1997 il BSV ha raggiunto l'Oberliga Niedersachsen/Bremen di quarta classe e subito retrocesso fino al 2002 nella Bezirksliga come ultima in classifica. Dal 2005, il BSV fa parte della Bremen Liga dopo due promozioni consecutive.

### Tra successi e posizioni di metà classifica (dal 2005)
Nel 2006, la prima squadra ha vinto il 18º Lotto-Masters per l'Haake Beck-Cup (oggi: Lotto-Masters per lo Sparkasse Bremen-Cup), il campionato indoor non ufficiale di Brema, presso l'attuale ÖVB-Arena di Brema contro l'U23 del Werder Brema. Nel 2015, l'attuale Lotto-Masters è stato vinto nuovamente. Questa volta il rivale sconfitto in finale è stato il Bremer SV.
Negli anni 2014, 2016, 2018 e 2020, la squadra ha mancato l'accesso alla DFB-Pokal dopo aver perso le finali di Lotto-Pokal. Nelle prime due finali, il Bremer SV ha vinto per 1-0 e 3-0, mentre nel 2018 il BSC Hastedt ha prevalso per 3-0. Nel 2020, il Blumenthaler SV è stato eliminato dal Bremer Meister e dalla squadra di Regionalliga FC Oberneuland solo dopo i calci di rigore con il punteggio di 4-5, dopo un pareggio per 2-2 nel tempo regolamentare.

## Squadre giovanili
Il Blumenthaler SV è conosciuto nel calcio amatoriale di Brema e oltre i confini di Brema per il suo lavoro con i giovani. Negli ultimi decenni, ad esempio, dal "Burgwall" sono emersi giocatori come il rifugiato gambiano Ousman Manneh e due giocatori del SV Werder Brema, Sören Seidel. Altri nomi noti provenienti dal settore giovanile del Blumenthaler SV includono il professionista del SC Friburgo Lucas Höler e l'allenatore giovanile di lunga data Michael Kniat, che allena la seconda squadra del club di seconda divisione SC Paderborn 07. Nel gennaio 2021, Kebba Badjie ha firmato un contratto da professionista con il Werder Brema e ha giocato per la squadra Under-19 del Blumenthaler nella Regionalliga Nord.

### Under-19
Nel 2011, la squadra Under-19 è stata promossa nella Regionalliga Nord e nella stagione successiva ha ottenuto la salvezza per la prima volta in quella che è la seconda lega giovanile tedesca più alta. Gli juniores hanno giocato in quella lega fino alla stagione 2017/18. Nelle stagioni 2019/20 e 2021/22, la squadra Under-19 ha sfiorato il ritorno in Regionalliga. Nella stagione 2022/23, la squadra Under-19 del Blumenthaler SV ha ottenuto la promozione dalla Burgwall alla Regionalliga. L'obiettivo dichiarato dal capo allenatore e presidente Peter Moussalli è la promozione diretta in Bundesliga Under-19.

### Under-17
Nel 2010, la squadra Under-17 è stata promossa nella Regionalliga Nord. Dopo una stagione, la squadra Under-17 è retrocessa dalla Regionalliga Nord, ma nel 2014 ha ottenuto nuovamente la promozione e nel 2015 è avvenuta una nuova retrocessione. Nella stagione 2020/21, la prima squadra Under-17 ha giocato nella lega di Brema e, dopo 6 partite, si è classificata al primo posto secondo la regola dei coefficienti ed è stata proclamata campione dall'Associazione Calcistica di Brema. Poiché alla squadra è stata impedita l'opportunità di promozione dalla Federazione Calcistica del Nord della Germania, il Blumenthaler SV sta valutando azioni legali. La squadra Under-17 del Blumenthaler SV è una delle tre vincitrici della Coppa delle Associazioni Regionali di Brema ed ha eliminato diverse squadre della Regionalliga con prestazioni impressionanti per arrivare in finale. Inoltre, la squadra ha ottenuto con facilità la promozione in Regionalliga, superando molti team di terza divisione che hanno segnato più di cento gol solo nelle prime dodici partite e subito solo tre gol nella terza lega più forte. Nella stagione 2022/23, i ragazzi del Burgwall hanno ottenuto la promozione in Bundesliga Under-17 e si sono classificati al secondo posto nella seconda lega tedesca più alta, dietro solo al VfL Wolfsburg. Nella Regionalliga Nord, si sono piazzati davanti a molte squadre Under-16 della 1ª e 2ª Bundesliga, nonché alle squadre Under-17, tra cui Holstein Kiel e VfL Osnabrück.

### Under-15
Anche la squadra Under-15 ha ottenuto la promozione nella Regionalliga Nord, dove ha giocato nella stagione 2013/14 e nuovamente a partire dall'estate del 2019. Fino all'interruzione della stagione a causa della pandemia di COVID-19, la squadra sotto la guida del presidente del club e capo allenatore Peter Moussalli ha ottenuto buoni risultati nella lega giovanile tedesca più alta e ha raggiunto il quarto posto in classifica grazie al calcolo del coefficiente dei punti, garantendo così la permanenza in lega. Dopo due stagioni nella lega di alto livello, la squadra del Blumenthaler è stata costretta a tornare alla lega associativa e mira a tornare in Regionalliga nella stagione 2022/23.

## Burgwall-Stadion
La sede principale delle partite e degli allenamenti è il Burgwall-Stadion, che comprende uno stadio con una capacità di 5.000 spettatori, tre campi e una sala. Dal primo match inaugurale contro il SV Werder Bremen il 9 settembre 1951, i giocatori del Blumenthaler SV disputano regolarmente le partite casalinghe qui.
Nel 2022, il Blumenthaler SV ha presentato il progetto per un parco sportivo presso il Burgwall, che prevede, tra le altre cose, la completa ristrutturazione del vecchio Bezirkssportanlage, compresa la sala in rovina. Saranno inoltre realizzate strutture per sport come atletica leggera, pallavolo, calcio, fitness, streetball, calcio tennis e padel tennis. Saranno costruiti anche un campo da streetball, una gabbia per il calcio e un campo per il padel tennis, oltre a una struttura per il calisthenics. Inoltre, si mira a garantire l'autosufficienza energetica dell'intero impianto sportivo.